# Taebla
Taebla è un ex comune dell'Estonia situato nella contea di Läänemaa, nell'Estonia occidentale; classificato come comune rurale, il centro amministrativo era l'omonimo borgo (in estone alevik).
Nel 2013 è stato accorpato, insieme a Oru e a Risti, nel nuovo comune di Lääne-Nigula.

## Località
Oltre al capoluogo, il centro abitato comprende un altro borgo, Palivere, e 15 località (in estone küla):
Nigula (223), Kirimäe (137), Vidruka (132), Võntküla (55), Koela (51), Kadarpiku (52), Turvalepa (48), Leediküla (37), Pälli (46), Tagavere (36), Allikmaa (34), Luigu (35), Nihka (16), Väänla (10), Kedre (12).